# Холостяков, Георгий Никитич
Гео́ргий Ники́тич Холостяко́в (бел. Ге́оргій Мікі́тавіч Халасцяќоў; 20 июля [2 августа] 1902, Барановичи, Минская губерния — 18 июля 1983, Москва) — советский военачальник, Герой Советского Союза (7 мая 1965 года). Вице-адмирал (24 мая 1945 года).

## Биография

### Молодость и Гражданская война
Родился 20 июля (2 августа) 1902 года в семье железнодорожного машиниста. По национальности белорус.
С августа 1919 года принимал участие в Гражданской войне, воевал красноармейцем при штабе Курского укрепрайона, бойцом батальона ЧОН при Курском губкоме, помощником политрука и политруком стрелковой роты в 57-й стрелковой дивизии на Западном фронте. Член РКП(б) с 1920 года. Во время советско-польской войны в мае 1920 года политрук роты Холостяков был ранен и попал в плен, где пробыл почти год, до мая 1921 года. После возвращения из плена работал на различных неквалифицированных производствах.

### Начало службы на флоте
В 1921 году добровольцем поступил в Рабоче-Крестьянский Красный Флот, назначен заместителем политрука в роте 2-го Балтийского флотского экипажа Морских сил Балтийского моря. В 1922 году окончил Военно-морское подготовительное училище, в 1925 году — Военно-морское гидрографическое училище. Проходил морскую практику вахтенным начальником на линкоре «Марат» и командиром взвода флотского экипажа.
С ноября 1925 года — штурман подводной лодки «Коммунар». Окончил подводный класс Специальных курсов комсостава ВМС РККА в 1928 году. Служил старшим помощником командира подводной лодки «Пролетарий» (ноябрь 1928 — май 1929), «Батрак» (май 1929 — январь 1930), «Л-55» (январь 1930 — январь 1931). В январе 1931 — октябре 1932 года — командир и комиссар подводной лодки «Большевик» Морских сил Балтийского моря.
В 1932 году окончил Тактические курсы при Военно-морской академии и был направлен на Тихоокеанский флот командиром дивизиона подводных лодок и одновременно — командир головной подводной лодки Щ-109 этого дивизиона. Георгий Холостяков стал первым отечественным подводником на Тихом океане, первым произвёл погружение на Щ-11 (в бухте Золотой Рог) 21 июня 1933 года и первым вышел на ней в море в поход 29 июня 1933 года. С апреля 1935 года — командир 5-й бригады подводных лодок Тихоокеанского флота (порт Находка). Осваивал дальние походы в открытый океан, подлёдное плавание, выполнение боевых задач в штормовую погоду. Имел репутацию одного из передовых советских командиров-подводников, выступал на Десятом съезде комсомола, в числе первых подводников в 1935 году был награждён орденом Ленина.

### Арест и освобождение
По обвинению в связи с арестованным бывшим начальником Морских сил Тихого океана флагманом флота 1-го ранга М. В. Викторовым капитан 2 ранга Холостяков был арестован 7 мая 1938 года во Владивостоке, исключён из ВКП(б), лишён звания и наград. Обвинялся во вредительстве, в умышленном выходе из строя кораблей своей бригады, в срыве боевой подготовки и т. д. «За шпионаж в пользу Польши, Англии и Японии» и за вредительство был осуждён Военным трибуналом 16 августа 1939 года Тихоокеанского флота по ст. 58-7 УК РСФСР и приговорён к 15 годам исправительно-трудовых лагерей с последующим поражением в правах на пять лет и с лишением воинского звания. Срок отбывал в лагере в заливе Ольги. Обращался в Президиум Верховного Совета СССР, на имя И. В. Сталина, М. И. Калинина, А. А. Жданова, Н. Г. Кузнецова, в Секретариат ЦК ВКП(б), в Верховный Суд СССР с жалобами (в деле имеется свыше десяти жалоб от Г. Н. Холостякова) на несправедливый приговор и указанием на то, что его признания в ходе следствия следователи добились от него с помощью побоев и пыток. В конце концов Г. Н. Холостякову удалось добиться пересмотра дела Военной коллегией Верховного суда СССР, которое состоялось 9 мая 1940 года. В этом заседании обвинения во вредительстве были признаны необоснованными, дело было прекращено, а сам он был освобождён «за недоказанностью обвинения» из-под стражи только 5 июля. Был восстановлен в звании и правах на награды.
Переведён на Черноморский флот, в сентябре 1940 года назначен командиром 3-й бригады подводных лодок, в феврале 1941 года — начальником отдела подводного плавания штаба Черноморского флота.

### Великая Отечественная война

Контр-адмирал Холостяков у берегов Цемесской бухты (1943 год)

Через две недели после начала Великой Отечественной войны капитан 1 ранга Г. Н. Холостяков назначен начальником штаба Новороссийской военно-морской базы, в сентябре 1941 года — её командиром, оставался им по март 1944 года. Корабли и части Новороссийской военно-морской базы вели боевые действия на Чёрном море, осуществляли и обеспечивали морские перевозки, участвовали в Керченско-Феодосийской десантной операции (декабрь 1941 — январь 1942).
В августе 1942 года капитан 1-го ранга Холостяков возглавил героическую оборону Новороссийска; 13 декабря 1942 года ему было присвоено звание контр-адмирала. В феврале 1943 года он участвовал в организации десантов в районе Южной Озерейки и у Станички, а затем отвечал за снабжение с моря захваченного плацдарма на «Малой земле». В 1943 году при непосредственном участии Холостякова было организовано ещё два десанта: Новороссийская десантная операция 10-11 сентября и десант у Эльтигена.
Одновременно с декабря 1943 по март 1944 года он исполнял должность командующего Азовской военной флотилией, на этом посту провёл ещё две десантные операции — у мыса Тархан и в Керченском порту.
С декабря 1944 года — командующий Дунайской военной флотилией. Во главе её освобождал Югославию, Венгрию, Австрию, Словакию. Моряки флотилии отличились в Будапештской и Венской наступательных операциях, участвовали во взятии Будапешта и Вены. Провёл ряд десантных операций силами флотилии. Вице-адмирал (24.05.1945).

### Послевоенная служба
После войны продолжал командовать флотилией до убытия на учебу в академию в 1948 году. В 1950 году окончил Высшую военную академию имени К. Е. Ворошилова и 2 февраля того же года был назначен командующим Каспийской военной флотилией. С ноября 1951 года — командующий 7-м ВМФ на Дальнем Востоке (главная база флота — Советская Гавань).
В декабре 1952 года в Японском море погибла дизельная подводная лодка С-117 со всем экипажем (52 человека), через несколько месяцев после этой трагедии Холостяков был снят с поста командующего флотом. С августа 1953 по февраль 1956 года — заместитель начальника управления боевой подготовки Главного штаба ВМФ СССР. С июля 1956 — старший преподаватель кафедры тактики высших соединений ВМФ и кафедры подводных сил ВМФ Высшей военной академии имени К. Е. Ворошилова. С февраля 1957 по апрель 1959 года — начальник Управления морской подготовки ДОСААФ.
Однако затем после преподавательской работы и работы в ДОСААФ Холостяков был возвращён к активной работе в ВМФ, причём стал одним из наиболее активных создателей атомного подводного флота СССР. С июля 1957 года он служил заместителем начальника Управления госприёмки кораблей, а с декабря 1960 — заместителем председателя Постоянной комиссии госприёмки кораблей. Вёл активную работу по строительству, организации испытаний и передаче флоту подводных атомоходов. Так, именно Холостяков был в 1962 году председателем Правительственной комиссии по приемке флотом АПЛ К-27, затем руководил её государственными испытаниями в 1963 году, а в апреле — мае 1964 года был старшим на борту в первом дальнем 50-суточном походе АПЛ К-27 в Атлантический океан.
Указом Президиума Верховного Совета СССР от 7 мая 1965 года «за умелое руководство войсками, мужество, отвагу и героизм, проявленные в борьбе с немецко-фашистскими захватчиками, и в ознаменование 20-летия победы советского народа в Великой Отечественной войне 1941—1945 гг.» вице-адмиралу Холостякову Георгию Никитичу было присвоено звание Героя Советского Союза с вручением ордена Ленина и медали «Золотая Звезда».
С апреля 1965 года — консультант по ВМФ при Министре обороны СССР. С марта 1969 года — в отставке. Автор книги воспоминаний «Вечный огонь», вышедшей в издательстве «Воениздат» в 1976 году.

## Убийство Г. Н. Холостякова

Могила Холостяковых на Кунцевском кладбище Москвы

Адмирал погиб 18 июля 1983 года в собственной квартире (дом № 19 на Тверском бульваре в Москве) от рук профессиональных похитителей наград Геннадия Калинина и его жены Инны Калининой. В период с 1980 по 1983 годы эта пара совершила, по данным следствия, 39 краж государственных наград в девятнадцати городах СССР, похитив свыше 50 орденов Ленина, несколько Золотых звёзд Героев Советского Союза и Социалистического Труда, десятки других наград. При этом в Калининской области Геннадий Калинин при краже икон убил пенсионерку. Как и к другим жертвам, к Холостяковым преступники пришли под видом журналистов 13 июля, но из-за пришедшего к Холостяковым знакомого от грабежа отказались и спешно ушли.
Однако они узнали, что среди наград адмирала есть редкие и уникальные ордена. Поэтому утром 18 июля Калинины вновь пришли к Холостяковым. Заподозрившая опасность жена адмирала попыталась выйти на лестничную площадку, но Калинин не дал ей выйти, затолкал в ванную и принесённой с собой монтировкой нанёс несколько ударов по голове, от которых женщина скончалась. Выскочив из ванной, Калинин столкнулся с бежавшим на помощь Холостяковым и тем же образом нанёс удары адмиралу, который потерял сознание и упал. Он скончался не приходя в сознание. Калинина в это время похитила китель адмирала с наградами.
Преступники скрылись из квартиры и покинули Москву. Они были арестованы сотрудниками МУРа в Иваново в октябре 1983 года. Часть наград были изъяты, некоторые они уже продали, а из Золотой Звезды Героя Советского Союза Калинин заказал себе печатку. В 1984 году состоялся суд, Г. Калинин был приговорён к высшей мере наказания — расстрелу, И. Калинина — к 15 годам лишения свободы.
Супруги Холостяковы похоронены на Кунцевском кладбище Москвы.

## Награды

### Советские награды
- Герой Советского Союза (07.05.1965);
- Три ордена Ленина (23.12.1935, 30.04.1946, 07.05.1965);
- Три ордена Красного Знамени (22.02.1943, 03.11.1944, 02.06.1951);
- Орден Суворова I степени (18.09.1943);
- Два ордена Ушакова I степени (20.04.1945, 28.06.1945);
- Орден Отечественной войны 1-й степени (28.04.1945);
- Орден Красной Звезды (1982);
- Медали СССР, в том числе:
  - «В ознаменование 100-летия со дня рождения Владимира Ильича Ленина»;
  - «За оборону Севастополя»;
  - «За оборону Кавказа»;
  - «За Победу над Германией в Великой Отечественной войне 1941—1945 гг.»;
  - «Двадцать лет Победы в Великой Отечественной войне 1941—1945 гг.»;
  - «Тридцать лет Победы в Великой Отечественной войне 1941—1945 гг.»;
  - «За взятие Будапешта»;
  - «За взятие Вены»;
  - «За освобождение Белграда»;
  - «Ветеран Вооружённых Сил СССР»;
  - «20 лет Рабоче-Крестьянской Красной Армии»;
  - «30 лет Советской Армии и Флота»;
  - «40 лет Вооружённых Сил СССР»;
  - «50 лет Вооружённых Сил СССР»;
  - «60 лет Вооружённых Сил СССР»;
- Именное оружие (1952).

### Иностранные награды[9]
- Командор ордена Британской империи (Великобритания, 1944)[10];
- Орден Партизанской звезды в золоте (Югославия, 1945);
- Орден Звезды Румынии III степени (Румыния, 1946);
- Орден Звезды Румынской Народной Республики (Румыния, 1950);
- Орден «За военные заслуги» I степени (Болгария, 1945);
- Орден «За военные заслуги» II степени (Болгария, 1945);
- Орден Венгерской свободы серебряной степени (ВНР, 1946);
- Орден Заслуг Венгерской Народной Республики (ВНР);
- Орден Белого льва II степени (ЧССР);
- Орден Белого льва «За победу» II степени (Чехословакия, 1946);
- Два военных креста 1939 года (Чехословакия, 1945, 1945);
- Орден Словацкого национального восстания I степени (ЧССР);
- Австрийский орден;
- Медали Румынии, КНР, ЧССР, Югославии.

## Воинские звания
- контр-адмирал (13.12.1942)
- вице-адмирал (24.05.1945)

### Семья
Был женат дважды. Первая супруга участвовала в советско-финской и Великой Отечественной войнах, умерла вскоре после войны. Вторая супруга — Наталья Васильевна Сидорова (1909—1983), вдова Героя Советского Союза Цезаря Куникова, вышла замуж за контр-адмирала после войны, трагически погибла от рук убийц вместе с мужем. Г. Н. Холостяков воспитал приёмного сына Юрия Куникова (1936—2003).

### Документальное кино
- «Проклятые Навеки». Документальный фильм серии Следствие вели….
- «Смерть адмирала». Документальный фильм серии Легенды советского сыска.
- «Мёртвые души. Дело Холостякова». Документальный фильм.

### Игровое кино
- «Кровь за кровь» (1991)

## Память

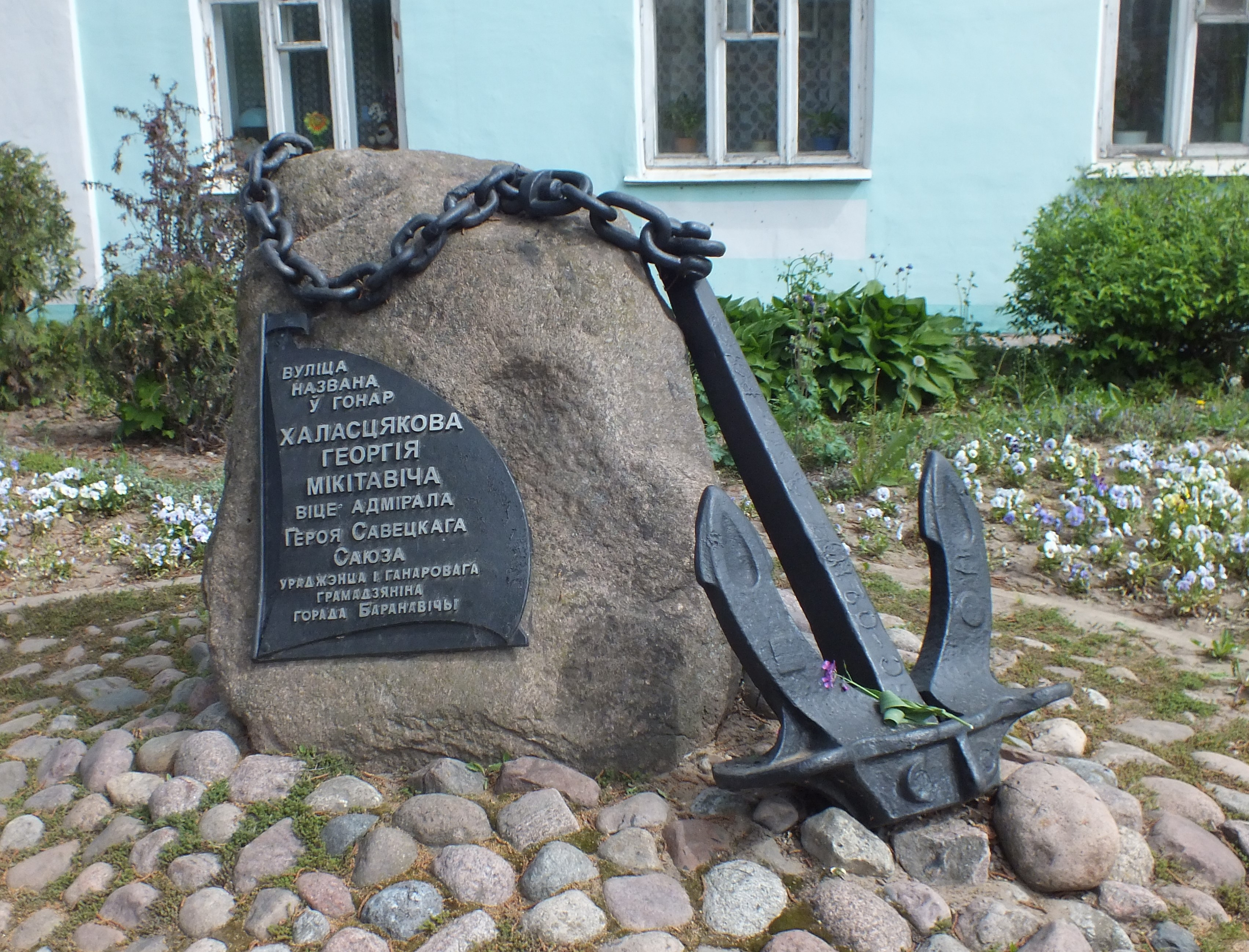
Памятный знак в честь Г. Н. Холостякова в Барановичах.

- В Барановичах действует музей вице-адмирала Г. Н. Холостякова[11] и его имя носит ГУО «Средняя школа № 9»[12].
- В городах Новороссийске, Измаиле, Геленджике, Барановичи, Речице (на Вертолётной площадке)[13] улицы названы именем вице-адмирал Г. Н. Холостякова.
- Памятный знак в честь Георгия Никитича Холостякова в Барановичи (ул. Холостякова)[14].

В 1984 году улица Коперника в Барановичах была переименована в улицу Холостякова с открытием мемориальной доски на доме № 2, а в 2002 году к 100-летию со дня рождения Холостякова на улице его имени был открыт памятный знак.
- В 1984 году вступил в строй сухогруз «Вице-адмирал Холостяков».
- Почётный гражданин городов Братислава (Словакия), Геленджик (Россия), Барановичи (Беларусь).
- В городе Геленджике старейшая школа города носит имя Адмирала Холостякова.
- В городе Керчи морское училище носит имя Адмирала Холостякова.
- Имя Г. Н. Холостякова на «Аллее адмиралов земли белорусской» в Ивацевичи, в сквере около Памятного знака военным морякам.
- Информация, посвящённая Г. Н. Холостякову, хранится в фондах Речицкого краеведческого музея[15].